# Beto Bacamarte
Mauro Pinto, mais conhecido como Beto Bacamarte (Rio Pardo, 26 de fevereiro de 1948) é um ex-futebolista brasileiro que atuava como zagueiro.

## Carreira
Começou sua carreira no infantil do Grêmio e ainda na base foi bicampeão juvenil.
Pelo profissional, no Campeonato Brasileiro de 1972, ganhou a Bola da Prata da Revista Placar. Ao todo, fez 335 jogos pelo Grêmio e marcou quatro gols.
Em dezembro de 1975, acertou com o Flamengo. Pelo clube, fez 9 jogos.
Em 1977 se transferiu para o América-MG. Em julho de 1978, foi dispensado pelo clube.

## Títulos
Flamengo
- Taça Wilson de Andrade: 1976[7]

Individuais
- Bola de Prata: 1972